# Sergio Mantecón Gutiérrez
Sergio Mantecón Gutiérrez (Santander, 25 de septiembre de 1984) es un deportista español que compite en ciclismo de montaña en la disciplina de campo a través. Ganó una medalla de plata en el Campeonato Europeo de Ciclismo de Montaña de 2012.

## Medallero internacional
| Campeonato Europeo | Campeonato Europeo | Campeonato Europeo | Campeonato Europeo |
| Año                | Lugar              | Medalla            | Competición        |
| ------------------ | ------------------ | ------------------ | ------------------ |
| 2012               | Moscú (Rusia)      | Medalla de plata   | Campo a través     |